# Filip Świtała (ekonomista)
Filip Krzysztof Świtała – polski ekonomista i urzędnik państwowy, doktor nauk ekonomicznych, pracownik Zakładu Gospodarki Rynkowej na Wydziale Zarządzania Uniwersytetu Warszawskiego, w 2017 zastępca przewodniczącego Komisji Nadzoru Finansowego.

## Życiorys
Jest absolwentem Wydziału Fizyki (licencjat z fizyki w 2002) oraz Wydziału Nauk Ekonomicznych Uniwersytetu Warszawskiego (magisterium z ekonomii w 2004). Studiował także na Katolickim Uniwersytecie w Lowanium. Odbył studia doktoranckie na Wydziale Zarządzania UW, gdzie w 2011 obronił doktorat. Został nauczycielem akademickim w Katedrze Gospodarki Narodowej tego wydziału.
Pracował początkowo m.in. jako analityk finansowy. Od 2006 był związany z nadzorem bankowym, początkowo w ramach Narodowego Banku Polskiego. Od 2011 roku pełnił funkcję kierowniczą w departamencie bankowości komercyjnej i specjalistycznej oraz instytucji płatniczych Urzędu Komisji Nadzoru Finansowego. 16 lutego 2017 został powołany na stanowisko zastępcy przewodniczącego KNF i odpowiadał za nadzór nad pionem bankowym. Premier Beata Szydło odwołała go 23 czerwca 2017. Nadzór nad pionem bankowym UKNF przejął przewodniczący KNF Marek Chrzanowski. Od 2018 pracuje jako doradca w Deloitte.